# Wassergewinnung Essen
Die Wassergewinnung Essen GmbH ist ein Unternehmen der Versorgungswirtschaft für das mittlere Ruhrgebiet mit Sitz in Essen. Das Unternehmen gehört jeweils zur Hälfte der Gelsenwasser und den Stadtwerken Essen.

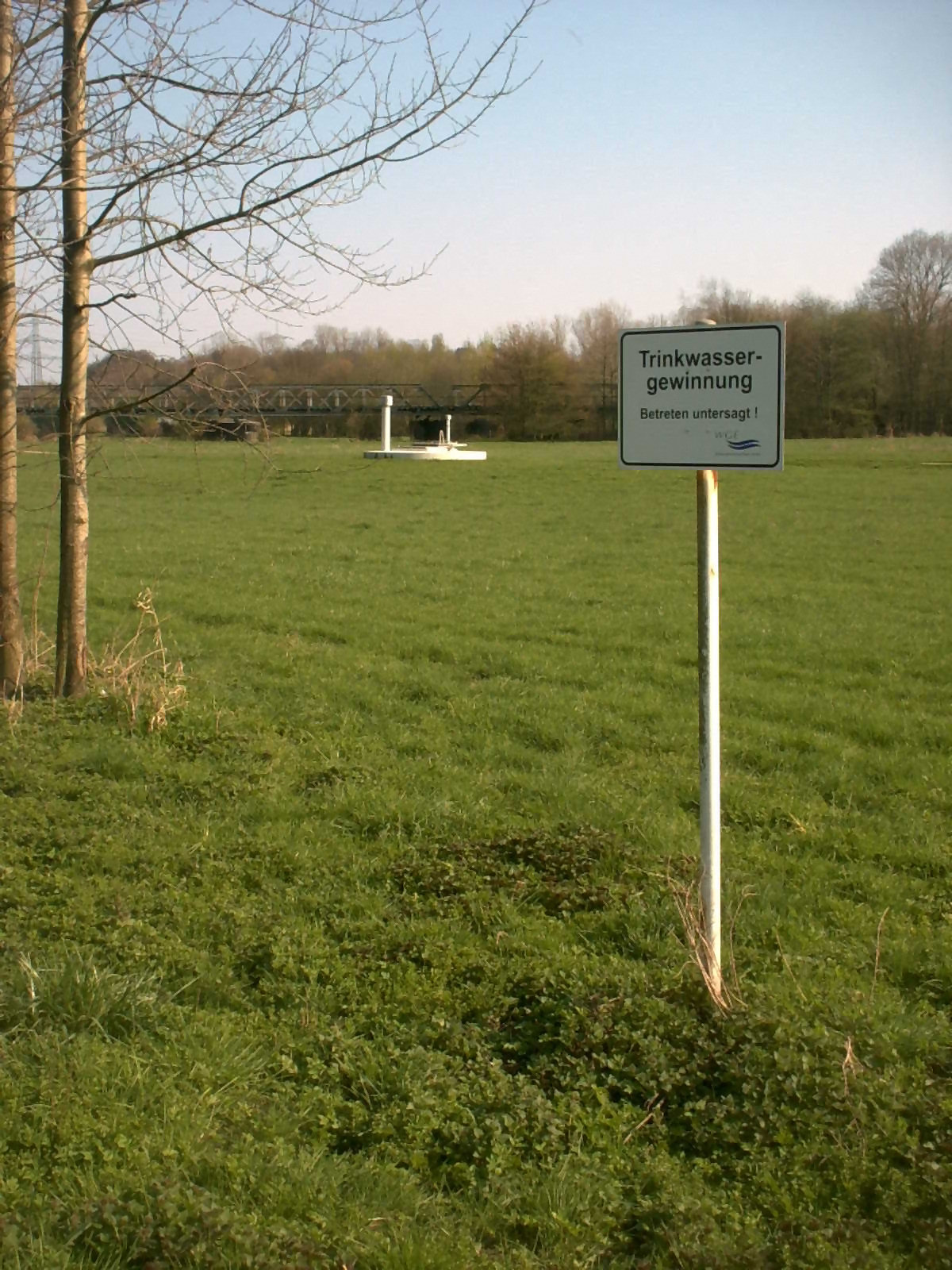
Trinkwasserbrunnen der Wassergewinnung Essen

Die Wassergewinnung Essen betreibt Wasserwerke in Essen-Überruhr und Essen-Horst und gewinnt dort aus dem Wasser der Ruhr Trinkwasser.
Die Wassergewinnung Essen versorgt die Stadt Essen vollständig sowie Gelsenkirchen, Bochum, Herne, Hattingen, Sprockhövel und Velbert-Langenberg zum Teil mit Trinkwasser.